# Brian Niccol
Pour les articles homonymes, voir Niccol.
Brian R. Niccol est un homme d’affaires américain, directeur général de Starbucks depuis le 9 septembre 2024,. Il remplacera Laxman Narasimhan (en). Il est actuellement le PDG de Chipotle jusqu’au 31 août 2024.

## Études
Brian Niccol est diplômé en ingénierie de l’Université Miami en 1996. Il est également titulaire d’un MBA de la Booth School of Business de l’Université de Chicago,.
Il est membre de la Fraternité Phi Delta Theta.

## Carrière

### Procter & Gamble, Pizza Hut (1996–2011)
Il commence sa carrière chez Procter & Gamble en tant que chef de marque pour ThermaCare, puis commence à représenter Pringles en décembre 2002.
En 2005, il rejoint Yum! Brands en tant que vice-président du marketing stratégique,.
Deux ans plus tard, il est nommé directeur marketing de Pizza Hut.

### Taco Bell (2011–2018)
En octobre 2011, il devient directeur du marketing et de l’innovation chez Taco Bell. Le 1er janvier 2015, il est promu au poste de directeur général (PDG) de Taco Bell.

### Chipotle Mexican Grill (2018–2024)
En mars 2018, il devient PDG de Chipotle Mexican Grill, remplaçant le fondateur Steve Ells (en). Il prend également le rôle de président en mars 2020,.

### Starbucks (2024)
Le 13 août 2024, il est nommé PDG de Starbucks,,. Il remplacera Mellody Hobson le 9 septembre, en tant que président et Laxman Narasimhan en tant que PDG.
Chargé de redresser l’entreprise, dont l’activité est en baisse aux États-Unis et en Chine, les actions de Starbucks ont gagné 24,5 % le jour de l’annonce de sa nomination,. Son salaire de départ est de 1,6 million de dollars, avec un bonus de départ de 10 millions de dollars.
Sa fiche de poste est révélée le 22 août 2024, dans laquelle il est écrit qu'il ira, sur une base hebdomadaire, relier en jet privé le siège social de Starbucks à Seattle et son domicile situé à Newport Beach en Californie, soit une distance d'environ 1 600 km. Une décision pour laquelle il est vivement critiqué, accusant la société d'être hypocrite et de continuer pratiquer le greenwashing,,,